# Первый дивизион чемпионата мира по хоккею с шайбой 2017
Чемпионат мира по хоккею с шайбой 2017 года в I дивизионе — спортивное соревнование по хоккею с шайбой под эгидой ИИХФ, которое проходило с 22 по 28 апреля 2017 года в Киеве (Украина) и с 23 по 29 апреля 2017 года в Белфасте (Великобритания). По итогам турнира в группе A: команды, занявшие первое (Австрия) и второе (Южная Корея) места получили право играть в ТОП-дивизионе чемпионата мира 2018 года, а команда Украины, занявшая последнее место, перешла в группу B. По итогам турнира в группе B: команда Великобритании, занявшая первое место, получила право играть в группе A, а команда Нидерландов, занявшая последнее место, перешла в группу A второго дивизиона чемпионата мира 2018 года.

## Участвующие команды
В чемпионате принимут участие 12 национальных команд — девять из Европы и три из Азии. Сборная Венгрии и сборная Казахстана пришли из ТОП-дивизиона, сборная Нидерландов пришла из второго дивизиона, остальные — с прошлого турнира первого дивизиона.

### Группа A
| Сборная          | Квалификация                                                                          |
| ---------------- | ------------------------------------------------------------------------------------- |
| Казахстан        | Заняла 16-е место в турнире Топ-дивизиона и вылетела оттуда в 2016 году               |
| Венгрия          | Заняла 15-е место в турнире Топ-дивизиона и вылетела оттуда в 2016 году               |
| Польша           | Заняла 3-е место в группе A первого дивизиона в прошлом году                          |
| Австрия          | Заняла 4-е место в группе A первого дивизиона в прошлом году                          |
| Республика Корея | Заняла 5-е место в группе A первого дивизиона в прошлом году                          |
| Украина          | Хозяева, заняла 1-е место в группе B первого дивизиона и поднялась оттуда в 2016 году |

### Группа B
| Сборная        | Квалификация                                                                 |
| -------------- | ---------------------------------------------------------------------------- |
| Япония         | Заняла 6-е место в группе A первого дивизиона и вылетела оттуда в 2016 году  |
| Великобритания | Хозяева, заняла 2-е место в группе B первого дивизиона в прошлом году        |
| Литва          | Заняла 3-е место в группе B первого дивизиона в прошлом году                 |
| Хорватия       | Заняла 4-е место в группе B первого дивизиона в прошлом году                 |
| Эстония        | Заняла 5-е место в группе B первого дивизиона в прошлом году                 |
| Нидерланды     | Заняла 1-е место в группе A второго дивизиона и поднялась оттуда в 2016 году |

## Арены
| Группа A                         |              | Группа B                      |
| Киев                             | Киев Белфаст | Белфаст                       |
| Дворец спорта Вместимость: 7,000 | Киев Белфаст | SSE Арена Вместимость: 11,000 |
|                                  | Киев Белфаст |                               |

## Группа A
|  | Команда, выходящая в ТОП-дивизион чемпионата мира 2018 года                 |
|  | Команда, переходящая в группу B первого дивизиона чемпионата мира 2018 года |

### Таблица
| М | Сборная          | И | В | ВО | ПО | П | ШЗ | ШП | РШ  | О  |
| - | ---------------- | - | - | -- | -- | - | -- | -- | --- | -- |
| 1 | Австрия          | 5 | 4 | 0  | 0  | 1 | 22 | 4  | +18 | 12 |
| 2 | Республика Корея | 5 | 3 | 1  | 0  | 1 | 14 | 11 | +3  | 11 |
| 3 | Казахстан        | 5 | 3 | 1  | 0  | 1 | 13 | 10 | +3  | 11 |
| 4 | Польша           | 5 | 2 | 0  | 1  | 2 | 6  | 17 | −11 | 7  |
| 5 | Венгрия          | 5 | 1 | 0  | 0  | 4 | 8  | 14 | −6  | 3  |
| 6 | Украина          | 5 | 0 | 0  | 1  | 4 | 7  | 14 | −7  | 1  |

### Результаты
Время местное (GMT+3).
| 22 апреля 2017 13:30 | Украина | 3 : 5 (1:1, 2:1, 0:3) | Венгрия | Дворец спорта, Киев Зрителей: 4612 |

| Отчёт                                                                                               | Отчёт                                       | Отчёт | Отчёт                      | Отчёт                                                                           |
| --------------------------------------------------------------------------------------------------- | ------------------------------------------- | --- | -------------------------- | ------------------------------------------------------------------------------- |
| |                                             | |                            |                                                                                 |
| | Эдуард Захарченко — 00:00-59:46 59:49-60:00 | Вратари | 00:00-60:00 — Миклош Райна | Судьи: Якоб Грумсен Ройстиан Хансен Линейные судьи: Райли Боулз Даниэль Перссон |
| | Голы:                                       | |                            | Судьи: Якоб Грумсен Ройстиан Хансен Линейные судьи: Райли Боулз Даниэль Перссон |
| Сергей Кузьмик – 13:48 Никита Буценко (бол.) – 27:33 (К. Катрич) Никита Буценко — 38:51 (В. Лялька) | 1:0 1:1 1:2 :2 3:2 3:3 3:4 3:5              | 14:35 – Иштван Барталиш (Ч. Эрдей, Б. Сираньи) 20:20 – Янош Ваш (Б. Сираньи) 50:41 – Эндрю Сарауэр (К. Верс, Д. Когер) 52:53 – Киган Дансерро (Э. Сарауэр, Я. Хари) 59:49 – Янош Хари (бол.)(п.в.) (В. Галло, К. Сагерт) |                            | Судьи: Якоб Грумсен Ройстиан Хансен Линейные судьи: Райли Боулз Даниэль Перссон |
| |                                             | |                            | Судьи: Якоб Грумсен Ройстиан Хансен Линейные судьи: Райли Боулз Даниэль Перссон |
| |                                             | |                            | Судьи: Якоб Грумсен Ройстиан Хансен Линейные судьи: Райли Боулз Даниэль Перссон |
| |                                             | |                            | Судьи: Якоб Грумсен Ройстиан Хансен Линейные судьи: Райли Боулз Даниэль Перссон |
| 12 мин                                                                                              | Штраф                                       | 12 мин |                            | Судьи: Якоб Грумсен Ройстиан Хансен Линейные судьи: Райли Боулз Даниэль Перссон |
| |                                             | |                            |                                                                                 |
| | 24                                          | Броски | 51                         |                                                                                 |

| 22 апреля 2017 17:00 | Республика Корея | 4 : 2 (1:0, 1:1, 2:1) | Польша | Дворец спорта, Киев Зрителей: 2257 |

| Отчёт | Отчёт                     | Отчёт                                                                                  | Отчёт                                        | Отчёт                                                                                  |
| --- | ------------------------- | -------------------------------------------------------------------------------------- | -------------------------------------------- | -------------------------------------------------------------------------------------- |
| |                           |                                                                                        |                                              |                                                                                        |
| | Мэтт Далтон — 00:00-60:00 | Вратари                                                                                | 00:00-58:30 — Пшемыслав Одробный 59:27-60:00 | Судьи: Андрис Ансоньс Даниэль Гампер Линейные судьи: Артём Корепанов Ульрих Пальдатчер |
| | Голы:                     |                                                                                        |                                              | Судьи: Андрис Ансоньс Даниэль Гампер Линейные судьи: Артём Корепанов Ульрих Пальдатчер |
| Ким Кисон — 07:51 (Ан Чин Ху) Син Санву — 27:07 (Пак Вусан, Ким Вон Чжун) Ли Ёнчун — 42:07 (М. Свифт) Ким Санвук — 46:02 | 1:0 2:0 2:1 3:1 4:1 4:2   | 34:40 — Матеуш Брык (бол.) (Г. Пащут, П. Вронка) 49:48 — Бартоломей Почеха (К. Запала) |                                              | Судьи: Андрис Ансоньс Даниэль Гампер Линейные судьи: Артём Корепанов Ульрих Пальдатчер |
| |                           |                                                                                        |                                              | Судьи: Андрис Ансоньс Даниэль Гампер Линейные судьи: Артём Корепанов Ульрих Пальдатчер |
| |                           |                                                                                        |                                              | Судьи: Андрис Ансоньс Даниэль Гампер Линейные судьи: Артём Корепанов Ульрих Пальдатчер |
| |                           |                                                                                        |                                              | Судьи: Андрис Ансоньс Даниэль Гампер Линейные судьи: Артём Корепанов Ульрих Пальдатчер |
| 10 мин | Штраф                     | 4 мин                                                                                  |                                              | Судьи: Андрис Ансоньс Даниэль Гампер Линейные судьи: Артём Корепанов Ульрих Пальдатчер |
| |                           |                                                                                        |                                              |                                                                                        |
| | 22                        | Броски                                                                                 | 38                                           |                                                                                        |

| 22 апреля 2017 20:30 | Австрия | 2 : 3 (0:2, 2:0, 0:1) | Казахстан | Дворец спорта, Киев Зрителей: 2819 |

| Отчёт                                                                                         | Отчёт                            | Отчёт | Отчёт                          | Отчёт                                                                              |
| --------------------------------------------------------------------------------------------- | -------------------------------- | --- | ------------------------------ | ---------------------------------------------------------------------------------- |
|                                                                                               |                                  | |                                |                                                                                    |
|                                                                                               | Бернхард Штаркбаум — 00:00-59:05 | Вратари | 00:00-60:00 — Виталий Колесник | Судьи: Владимир Пешина Джереми Тафтс Линейные судьи: Франко Кастелли Даниэль Гинек |
|                                                                                               | Голы:                            | |                                | Судьи: Владимир Пешина Джереми Тафтс Линейные судьи: Франко Кастелли Даниэль Гинек |
| Константин Комарек — 24:32 (Т. Раффль, М. Шлахер) Томас Раффль — 37:31 (Ф. Хофер, К. Комарек) | 0:1 0:2 1:2 2:2 2:3              | 08:26 — Найджел Доус (бол.) (К. Даллмэн, М. Сен-Пьер) 16:56 — Найджел Доус (Д. Бойд, Б. Боченски) 43:38 — Владимир Маркелов (бол.) (Р. Савченко, Р. Старченко) |                                | Судьи: Владимир Пешина Джереми Тафтс Линейные судьи: Франко Кастелли Даниэль Гинек |
|                                                                                               |                                  | |                                | Судьи: Владимир Пешина Джереми Тафтс Линейные судьи: Франко Кастелли Даниэль Гинек |
|                                                                                               |                                  | |                                | Судьи: Владимир Пешина Джереми Тафтс Линейные судьи: Франко Кастелли Даниэль Гинек |
|                                                                                               |                                  | |                                | Судьи: Владимир Пешина Джереми Тафтс Линейные судьи: Франко Кастелли Даниэль Гинек |
| 16 мин                                                                                        | Штраф                            | 8 мин |                                | Судьи: Владимир Пешина Джереми Тафтс Линейные судьи: Франко Кастелли Даниэль Гинек |
|                                                                                               |                                  | |                                |                                                                                    |
|                                                                                               | 24                               | Броски | 32                             |                                                                                    |

| 23 апреля 2017 17:00 | Казахстан | 2 : 5 (1:1, 0:0, 1:4) | Республика Корея | Дворец спорта, Киев Зрителей: 2463 |

| Отчёт                                                                              | Отчёт                          | Отчёт | Отчёт                     | Отчёт                                                                               |
| ---------------------------------------------------------------------------------- | ------------------------------ | --- | ------------------------- | ----------------------------------------------------------------------------------- |
|                                                                                    |                                | |                           |                                                                                     |
|                                                                                    | Виталий Колесник — 00:00-60:00 | Вратари | 00:00-60:00 — Мэтт Далтон | Судьи: Якоб Грумсен Ройстиан Хансен Линейные судьи: Артём Корепанов Даниэль Перссон |
|                                                                                    | Голы:                          | |                           | Судьи: Якоб Грумсен Ройстиан Хансен Линейные судьи: Артём Корепанов Даниэль Перссон |
| Брэндон Боченски — 08:01 (Н. Доус) Найджел Доус — 33:25 (Б. Боченски, М. Сен-Пьер) | 1:0 1:1 2:1 2:2 2:3 2:4 2:5    | 15:56 — Ан Чин Ху (Ким Кисон) 45:46 — Алекс Плант (Чо Минхо, М. Свифт) 47:03 — Син Сангун (Чо Минхо, Ли Дон Ку) 49:58 — Алекс Плант (Ким Санвук, Ан Чин Ху) 51:41 — Ким Кисон (бол.) (А. Плант, Ким Санвук) |                           | Судьи: Якоб Грумсен Ройстиан Хансен Линейные судьи: Артём Корепанов Даниэль Перссон |
|                                                                                    |                                | |                           | Судьи: Якоб Грумсен Ройстиан Хансен Линейные судьи: Артём Корепанов Даниэль Перссон |
|                                                                                    |                                | |                           | Судьи: Якоб Грумсен Ройстиан Хансен Линейные судьи: Артём Корепанов Даниэль Перссон |
|                                                                                    |                                | |                           | Судьи: Якоб Грумсен Ройстиан Хансен Линейные судьи: Артём Корепанов Даниэль Перссон |
| 31 мин                                                                             | Штраф                          | 6 мин |                           | Судьи: Якоб Грумсен Ройстиан Хансен Линейные судьи: Артём Корепанов Даниэль Перссон |
|                                                                                    |                                | |                           |                                                                                     |
|                                                                                    | 32                             | Броски | 21                        |                                                                                     |

| 23 апреля 2017 20:30 | Польша | 2 : 1 (1:0, 0:1, 1:0) | Украина | Дворец спорта, Киев Зрителей: 5291 |

| Отчёт | Отчёт                            | Отчёт                             | Отчёт                           | Отчёт                                                                                  |
| --- | -------------------------------- | --------------------------------- | ------------------------------- | -------------------------------------------------------------------------------------- |
| |                                  |                                   |                                 |                                                                                        |
| | Пшемыслав Одробный — 00:00-60:00 | Вратари                           | 00:00-59:26 — Эдуард Захарченко | Судьи: Андреас Харнебринг Владимир Пешина Линейные судьи: Франко Кастелли Максим Чапут |
| | Голы:                            |                                   |                                 | Судьи: Андреас Харнебринг Владимир Пешина Линейные судьи: Франко Кастелли Максим Чапут |
| Томаш Малящиньский (бол.) — 19:56 (Г. Пащут, П. Вронка) Дамьян Капица — 46:34 (М. Кружек, К. Джубиньский) | 1:0 1:1 2:1                      | 38:30 — Роман Благой (С. Кузьмик) |                                 | Судьи: Андреас Харнебринг Владимир Пешина Линейные судьи: Франко Кастелли Максим Чапут |
| |                                  |                                   |                                 | Судьи: Андреас Харнебринг Владимир Пешина Линейные судьи: Франко Кастелли Максим Чапут |
| |                                  |                                   |                                 | Судьи: Андреас Харнебринг Владимир Пешина Линейные судьи: Франко Кастелли Максим Чапут |
| |                                  |                                   |                                 | Судьи: Андреас Харнебринг Владимир Пешина Линейные судьи: Франко Кастелли Максим Чапут |
| 10 мин | Штраф                            | 6 мин                             |                                 | Судьи: Андреас Харнебринг Владимир Пешина Линейные судьи: Франко Кастелли Максим Чапут |
| |                                  |                                   |                                 |                                                                                        |
| | 30                               | Броски                            | 38                              |                                                                                        |

| 24 апреля 2017 20:30 | Венгрия | 1 : 3 (1:1, 0:0, 0:2) | Австрия | Дворец спорта, Киев Зрителей: 2861 |

| Отчёт                                                | Отчёт                      | Отчёт | Отчёт                            | Отчёт                                                                             |
| ---------------------------------------------------- | -------------------------- | --- | -------------------------------- | --------------------------------------------------------------------------------- |
|                                                      |                            | |                                  |                                                                                   |
|                                                      | Миклош Райна — 00:00-56:45 | Вратари | 00:00-60:00 — Бернхард Штаркбаум | Судьи: Андрис Ансоньс Джеффри Тафтс Линейные судьи: Райли Боулз Ульрих Пальдатчер |
|                                                      | Голы:                      | |                                  | Судьи: Андрис Ансоньс Джеффри Тафтс Линейные судьи: Райли Боулз Ульрих Пальдатчер |
| Киган Дансеро (бол.) — 06:23 (Ч. Эрдей, И. Барталиш) | 0:1 :1 1:2 1:3             | 03:51 — Томас Раффль (мен.) (К. Комарек) 44:33 — Фабио Хофер (бол.) (М. Шумниг, К. Комарек) 47:21 — Доминик Хейнрих (бол.) (К. Комарек, М. Шумниг) |                                  | Судьи: Андрис Ансоньс Джеффри Тафтс Линейные судьи: Райли Боулз Ульрих Пальдатчер |
|                                                      |                            | |                                  | Судьи: Андрис Ансоньс Джеффри Тафтс Линейные судьи: Райли Боулз Ульрих Пальдатчер |
|                                                      |                            | |                                  | Судьи: Андрис Ансоньс Джеффри Тафтс Линейные судьи: Райли Боулз Ульрих Пальдатчер |
|                                                      |                            | |                                  | Судьи: Андрис Ансоньс Джеффри Тафтс Линейные судьи: Райли Боулз Ульрих Пальдатчер |
| 8 мин                                                | Штраф                      | 8 мин |                                  | Судьи: Андрис Ансоньс Джеффри Тафтс Линейные судьи: Райли Боулз Ульрих Пальдатчер |
|                                                      |                            | |                                  |                                                                                   |
|                                                      | 29                         | Броски | 28                               |                                                                                   |

| 25 апреля 2017 13:30 | Казахстан | 1 : 0 (ОТ) (0:0, 0:0, 0:0, 1:0) | Польша | Дворец спорта, Киев Зрителей: 1536 |

| Отчёт                           | Отчёт                          | Отчёт   | Отчёт                            | Отчёт                                                                                     |
| ------------------------------- | ------------------------------ | ------- | -------------------------------- | ----------------------------------------------------------------------------------------- |
|                                 |                                |         |                                  |                                                                                           |
|                                 | Виталий Колесник — 00:00-61:39 | Вратари | 00:00-61:39 — Пшемыслав Одробный | Судьи: Ройстиан Хансен Андреас Харнебринг Линейные судьи: Франко Кастелли Артём Корепанов |
|                                 | Голы:                          |         |                                  | Судьи: Ройстиан Хансен Андреас Харнебринг Линейные судьи: Франко Кастелли Артём Корепанов |
| Кевин Даллмэн — 61:39 (Н. Доус) | 1:0                            |         |                                  | Судьи: Ройстиан Хансен Андреас Харнебринг Линейные судьи: Франко Кастелли Артём Корепанов |
|                                 |                                |         |                                  | Судьи: Ройстиан Хансен Андреас Харнебринг Линейные судьи: Франко Кастелли Артём Корепанов |
|                                 |                                |         |                                  | Судьи: Ройстиан Хансен Андреас Харнебринг Линейные судьи: Франко Кастелли Артём Корепанов |
|                                 |                                |         |                                  | Судьи: Ройстиан Хансен Андреас Харнебринг Линейные судьи: Франко Кастелли Артём Корепанов |
| 4 мин                           | Штраф                          | 6 мин   |                                  | Судьи: Ройстиан Хансен Андреас Харнебринг Линейные судьи: Франко Кастелли Артём Корепанов |
|                                 |                                |         |                                  |                                                                                           |
|                                 | 29                             | Броски  | 30                               |                                                                                           |

| 25 апреля 2017 17:00 | Венгрия | 1 : 3 (0:0, 1:1, 0:2) | Республика Корея | Дворец спорта, Киев Зрителей: 2713 |

| Отчёт                                              | Отчёт                     | Отчёт                                                                                      | Отчёт                     | Отчёт                                                                           |
| -------------------------------------------------- | ------------------------- | ------------------------------------------------------------------------------------------ | ------------------------- | ------------------------------------------------------------------------------- |
|                                                    |                           |                                                                                            |                           |                                                                                 |
|                                                    | Бенце Балиж — 00:00-56:09 | Вратари                                                                                    | 00:00-60:00 — Мэтт Далтон | Судьи: Владимир Пешина Джеффри Тафтс Линейные судьи: Максим Чапут Даниэль Гинек |
|                                                    | Голы:                     |                                                                                            |                           | Судьи: Владимир Пешина Джеффри Тафтс Линейные судьи: Максим Чапут Даниэль Гинек |
| Даниэль Когер (бол.) — 23:45 (Б. Сираньи, Я. Хари) | 1:0 1:1 1:2 1:3           | 35:43 — Ким Кисон (Ким Санвук, Ан Чин Ху) 46:31 — Син Сангун (Сё Ёнчжун) 55:13 — Син Санву |                           | Судьи: Владимир Пешина Джеффри Тафтс Линейные судьи: Максим Чапут Даниэль Гинек |
|                                                    |                           |                                                                                            |                           | Судьи: Владимир Пешина Джеффри Тафтс Линейные судьи: Максим Чапут Даниэль Гинек |
|                                                    |                           |                                                                                            |                           | Судьи: Владимир Пешина Джеффри Тафтс Линейные судьи: Максим Чапут Даниэль Гинек |
|                                                    |                           |                                                                                            |                           | Судьи: Владимир Пешина Джеффри Тафтс Линейные судьи: Максим Чапут Даниэль Гинек |
| 12 мин                                             | Штраф                     | 10 мин                                                                                     |                           | Судьи: Владимир Пешина Джеффри Тафтс Линейные судьи: Максим Чапут Даниэль Гинек |
|                                                    |                           |                                                                                            |                           |                                                                                 |
|                                                    | 23                        | Броски                                                                                     | 33                        |                                                                                 |

| 25 апреля 2017 20:30 | Украина | 0 : 1 (0:0, 0:1, 0:0) | Австрия | Дворец спорта, Киев Зрителей: 5005 |

| Отчёт  | Отчёт                           | Отчёт                                                     | Отчёт                            | Отчёт                                                                          |
| ------ | ------------------------------- | --------------------------------------------------------- | -------------------------------- | ------------------------------------------------------------------------------ |
|        |                                 |                                                           |                                  |                                                                                |
|        | Эдуард Захарченко — 00:00-58:10 | Вратари                                                   | 00:00-60:00 — Бернхард Штаркбаум | Судьи: Даниэль Гампер Якоб Грумсен Линейные судьи: Райли Боулз Даниэль Перссон |
|        | Голы:                           |                                                           |                                  | Судьи: Даниэль Гампер Якоб Грумсен Линейные судьи: Райли Боулз Даниэль Перссон |
|        | 0:1                             | 35:57 — Даниэль Вогер (бол.) (М. Шумниг, Т. Хундертпфунд) |                                  | Судьи: Даниэль Гампер Якоб Грумсен Линейные судьи: Райли Боулз Даниэль Перссон |
|        |                                 |                                                           |                                  | Судьи: Даниэль Гампер Якоб Грумсен Линейные судьи: Райли Боулз Даниэль Перссон |
|        |                                 |                                                           |                                  | Судьи: Даниэль Гампер Якоб Грумсен Линейные судьи: Райли Боулз Даниэль Перссон |
|        |                                 |                                                           |                                  | Судьи: Даниэль Гампер Якоб Грумсен Линейные судьи: Райли Боулз Даниэль Перссон |
| 18 мин | Штраф                           | 12 мин                                                    |                                  | Судьи: Даниэль Гампер Якоб Грумсен Линейные судьи: Райли Боулз Даниэль Перссон |
|        |                                 |                                                           |                                  |                                                                                |
|        | 26                              | Броски                                                    | 43                               |                                                                                |

| 26 апреля 2017 20:30 | Казахстан | 4 : 2 (2:0, 0:2, 2:0) | Украина | Дворец спорта, Киев Зрителей: 4806 |

| Отчёт | Отчёт | Отчёт  | Отчёт | Отчёт                                                                                |
| ----- | ----- | ------ | ----- | ------------------------------------------------------------------------------------ |
|       |       |        |       |                                                                                      |
|       |       |        |       | Судьи: Андрис Ансоньс Даниэль Гампер Линейные судьи: Даниэль Гинек Ульрих Пальдатчер |
|       |       |        |       |                                                                                      |
|       |       |        |       |                                                                                      |
|       |       |        |       |                                                                                      |
|       |       |        |       |                                                                                      |
|       |       |        |       |                                                                                      |
| 8 мин | Штраф | 10 мин |       |                                                                                      |
|       |       |        |       |                                                                                      |
|       | 47    | Броски | 22    |                                                                                      |

| 27 апреля 2017 17:00 | Польша | 2 : 0 (0:0, 2:0, 0:0) | Венгрия | Дворец спорта, Киев Зрителей: 2874 |

| Отчёт  | Отчёт | Отчёт  | Отчёт | Отчёт                                                                             |
| ------ | ----- | ------ | ----- | --------------------------------------------------------------------------------- |
|        |       |        |       |                                                                                   |
|        |       |        |       | Судьи: Даниэль Гампер Джеффри Тафтс Линейные судьи: Франко Кастелли Даниэль Гинек |
|        |       |        |       |                                                                                   |
|        |       |        |       |                                                                                   |
|        |       |        |       |                                                                                   |
|        |       |        |       |                                                                                   |
|        |       |        |       |                                                                                   |
| 14 мин | Штраф | 16 мин |       |                                                                                   |
|        |       |        |       |                                                                                   |
|        | 27    | Броски | 25    |                                                                                   |

| 27 апреля 2017 20:30 | Австрия | 5 : 0 (3:0, 1:0, 1:0) | Республика Корея | Дворец спорта, Киев Зрителей: 3511 |

| Отчёт | Отчёт | Отчёт  | Отчёт | Отчёт                                                                                    |
| ----- | ----- | ------ | ----- | ---------------------------------------------------------------------------------------- |
|       |       |        |       |                                                                                          |
|       |       |        |       | Судьи: Андреас Харнебринг Владимир Пешина Линейные судьи: Максим Чапут Ульрих Пальдатчер |
|       |       |        |       |                                                                                          |
|       |       |        |       |                                                                                          |
|       |       |        |       |                                                                                          |
|       |       |        |       |                                                                                          |
|       |       |        |       |                                                                                          |
| 4 мин | Штраф | 6 мин  |       |                                                                                          |
|       |       |        |       |                                                                                          |
|       | 36    | Броски | 25    |                                                                                          |

| 28 апреля 2017 13:30 | Венгрия | 1 : 3 (1:2, 0:0, 0:1) | Казахстан | Дворец спорта, Киев Зрителей: 2323 |

| Отчёт | Отчёт | Отчёт  | Отчёт | Отчёт                                                                                |
| ----- | ----- | ------ | ----- | ------------------------------------------------------------------------------------ |
|       |       |        |       |                                                                                      |
|       |       |        |       | Судьи: Андреас Харнебринг Владимир Пешина Линейные судьи: Максим Чапут Даниэль Гинек |
|       |       |        |       |                                                                                      |
|       |       |        |       |                                                                                      |
|       |       |        |       |                                                                                      |
|       |       |        |       |                                                                                      |
|       |       |        |       |                                                                                      |
| 8 мин | Штраф | 10 мин |       |                                                                                      |
|       |       |        |       |                                                                                      |
|       | 32    | Броски | 27    |                                                                                      |

| 28 апреля 2017 17:00 | Польша | 0 : 11 (0:3, 0:4, 0:4) | Австрия | Дворец спорта, Киев Зрителей: 3453 |

| Отчёт | Отчёт | Отчёт  | Отчёт | Отчёт                                                                            |
| ----- | ----- | ------ | ----- | -------------------------------------------------------------------------------- |
|       |       |        |       |                                                                                  |
|       |       |        |       | Судьи: Ройстиан Хансен Джеффри Тафтс Линейные судьи: Райли Боулз Артём Корепанов |
|       |       |        |       |                                                                                  |
|       |       |        |       |                                                                                  |
|       |       |        |       |                                                                                  |
|       |       |        |       |                                                                                  |
|       |       |        |       |                                                                                  |
| 4 мин | Штраф | 8 мин  |       |                                                                                  |
|       |       |        |       |                                                                                  |
|       | 26    | Броски | 30    |                                                                                  |

| 28 апреля 2017 20:30 | Республика Корея | 2 : 1(Б) (0:0, 1:1, 0:0, 0:0, 1:0) | Украина | Дворец спорта, Киев Зрителей: 5327 |

| Отчёт | Отчёт | Отчёт  | Отчёт | Отчёт                                                                              |
| ----- | ----- | ------ | ----- | ---------------------------------------------------------------------------------- |
|       |       |        |       |                                                                                    |
|       |       |        |       | Судьи: Андрис Ансоньс Якоб Грумсен Линейные судьи: Франко Кастелли Даниэль Перссон |
|       |       |        |       |                                                                                    |
|       |       |        |       |                                                                                    |
|       |       |        |       |                                                                                    |
|       |       |        |       |                                                                                    |
|       |       |        |       |                                                                                    |
| 6 мин | Штраф | 6 мин  |       |                                                                                    |
|       |       |        |       |                                                                                    |
|       | 37    | Броски | 23    |                                                                                    |

### Лучшие бомбардиры
| Игрок              | И | Г | П | О | Штр | +/− |
| ------------------ | - | - | - | - | --- | --- |
| Найджел Доус       | 3 | 3 | 2 | 5 | 0   | 3   |
| Константин Комарек | 3 | 1 | 4 | 5 | 0   | 3   |
| Ким Кисон          | 3 | 3 | 1 | 4 | 0   | 5   |
| Ан Чинху           | 3 | 1 | 3 | 4 | 0   | 6   |
| Ким Санвук         | 3 | 1 | 3 | 4 | 2   | 5   |
| Алекс Плант        | 3 | 2 | 1 | 3 | 4   | 5   |
| Томас Раффль       | 3 | 2 | 1 | 3 | 0   | 3   |
| Брэндон Боченски   | 3 | 1 | 2 | 3 | 2   | 1   |
| Мартин Шумниг      | 3 | 0 | 3 | 3 | 0   | 0   |
| Майкл Свифт        | 3 | 0 | 3 | 3 | 2   | 4   |
| Бенце Сираньи      | 3 | 0 | 3 | 3 | 2   | 0   |

Примечание: И = Количество проведённых игр; Г = Голы; П = Голевые передачи; О = Очки; Штр = Штрафное время; +/− = Плюс-минус
По данным: 

### Лучшие вратари
В списке приведены вратари, сыгравшие не менее 30 % от всего игрового времени их сборной.
| Игроки             | Мин    | Бр  | ПШ | КН | %ОБ   | И"0" |
| ------------------ | ------ | --- | -- | -- | ----- | ---- |
| Бернард Штаркбаум  | 179:05 | 86  | 4  |    | 95.35 | 1    |
| Мэтт Далтон        | 180:00 | 93  | 5  |    | 94.62 | 0    |
| Эдуард Захарченко  | 177:32 | 121 | 7  |    | 94.21 | 0    |
| Пшемыслав Одробный | 180:42 | 87  | 6  |    | 93.10 | 0    |
| Бенце Балиж        | 56:09  | 33  | 3  |    | 90.91 | 0    |
| Виталий Колесник   | 181:39 | 75  | 7  |    | 90.67 | 1    |
| Миклош Райна       | 116:45 | 52  | 6  |    | 88.46 | 0    |

Примечание: Мин = Количество сыгранных минут; Бр = Броски; ПШ = Пропущено шайб; КН = Коэффициент надёжности; %ОБ = Процент отражённых бросков; И"0" = «Сухие игры»
По данным: 

### Индивидуальные награды
Лучшие игроки:
- Вратарь:
- Защитник:
- Нападающий:

По данным: 

## Группа B
|  | Команда, выходящая в группу A первого дивизиона чемпионата мира 2018 года   |
|  | Команда, переходящая в группу A второго дивизиона чемпионата мира 2018 года |

### Таблица
| М | Сборная        | И | В | ВО | ПО | П | ШЗ | ШП | РШ  | О  |
| - | -------------- | - | - | -- | -- | - | -- | -- | --- | -- |
| 1 | Великобритания | 5 | 5 | 0  | 0  | 0 | 32 | 5  | +27 | 15 |
| 2 | Япония         | 5 | 4 | 0  | 0  | 1 | 22 | 11 | +11 | 12 |
| 3 | Литва          | 5 | 3 | 0  | 0  | 2 | 18 | 12 | +6  | 9  |
| 4 | Эстония        | 5 | 2 | 0  | 0  | 3 | 11 | 20 | −9  | 6  |
| 5 | Хорватия       | 5 | 1 | 0  | 0  | 4 | 14 | 17 | -3  | 3  |
| 6 | Нидерланды     | 5 | 0 | 0  | 0  | 5 | 6  | 38 | −32 | 0  |

### Результаты
Время местное (UTC+1).
| 23 апреля 2017 12:30 | Нидерланды | 1 : 6 (0:2, 1:2, 0:2) | Япония | SSE Арена, Белфаст Зрителей: 943 |

| Отчёт                                                  | Отчёт                       | Отчёт | Отчёт                         | Отчёт                                                         |
| ------------------------------------------------------ | --------------------------- | --- | ----------------------------- | ------------------------------------------------------------- |
|                                                        |                             | |                               |                                                               |
|                                                        | Фабиан Шотель — 00:00-60:00 | Вратари | 00:00-60:00 — Ютака Фукуфудзи | Судья: Милан Зрнич Линейные судьи: Элли Флокхарт Мартон Немет |
|                                                        | Голы:                       | |                               | Судья: Милан Зрнич Линейные судьи: Элли Флокхарт Мартон Немет |
| Стив Мэйсон (бол.) — 37:02 (К. Бруйстен, Р. ван Харен) | 0:1 0:2 0:3 0:4 1:4 1:5 1:6 | 05:21 — Хирото Сато (М. Фурухаси, К. Такаги) 13:59 — Кента Такаги (М. Фурухаси, М. Ушу) 24:15 — Макуру, Фурухаси (К. Такаги, М. Ушу) 32:31 — Дайсукэ Обара (Х. Уэно, Й. Хага) 41:39 — Дайсукэ Обара (Х. Уэно, Й. Хирано) 57:20 — Хироки Уэно (Д. Обара, К. Миносима) |                               | Судья: Милан Зрнич Линейные судьи: Элли Флокхарт Мартон Немет |
|                                                        |                             | |                               | Судья: Милан Зрнич Линейные судьи: Элли Флокхарт Мартон Немет |
|                                                        |                             | |                               | Судья: Милан Зрнич Линейные судьи: Элли Флокхарт Мартон Немет |
|                                                        |                             | |                               | Судья: Милан Зрнич Линейные судьи: Элли Флокхарт Мартон Немет |
| 4 мин                                                  | Штраф                       | 12 мин |                               | Судья: Милан Зрнич Линейные судьи: Элли Флокхарт Мартон Немет |
|                                                        |                             | |                               |                                                               |
|                                                        | 21                          | Броски | 39                            |                                                               |

| 23 апреля 2017 16:00 | Хорватия | 2 : 4 (0:1, 1:0, 1:3) | Великобритания | SSE Арена, Белфаст Зрителей: 1830 |

| Отчёт | Отчёт                         | Отчёт | Отчёт                   | Отчёт                                                                |
| --- | ----------------------------- | --- | ----------------------- | -------------------------------------------------------------------- |
| |                               | |                         |                                                                      |
| | Мате Томленович — 00:00-60:00 | Вратари | 00:00-60:00 — Бен Боунс | Судья: Гергей Кинчеш Линейные судьи: Давид Нотеггер Александр Сысуев |
| | Голы:                         | |                         | Судья: Гергей Кинчеш Линейные судьи: Давид Нотеггер Александр Сысуев |
| Мислав Благуш (бол.) — 28:17 (Д. Брайн, Н. Перкович) Дэвид Брайн (бол.) — 54:25 (Б. Рендулич, Э. Сертич) | 0:1 :1 1:2 1:3 2:3 2:4        | 15:30 — Роберт Дауд (бол.) (М. Ричардсон, Р. Фармер) 46:46 — Дэвид Клэрк (К. Пикок, Р. Дауд) 46:45 — Эван Мози (Р. Дауд) 58:56 — Расселл Коули (Р. Лахович, Дж. Филлипс) |                         | Судья: Гергей Кинчеш Линейные судьи: Давид Нотеггер Александр Сысуев |
| |                               | |                         | Судья: Гергей Кинчеш Линейные судьи: Давид Нотеггер Александр Сысуев |
| |                               | |                         | Судья: Гергей Кинчеш Линейные судьи: Давид Нотеггер Александр Сысуев |
| |                               | |                         | Судья: Гергей Кинчеш Линейные судьи: Давид Нотеггер Александр Сысуев |
| 10 мин                                                                                                   | Штраф                         | 16 мин |                         | Судья: Гергей Кинчеш Линейные судьи: Давид Нотеггер Александр Сысуев |
| |                               | |                         |                                                                      |
| | 32                            | Броски | 38                      |                                                                      |

| 23 апреля 2017 19:30 | Эстония | 0 : 3 (0:1, 0:2, 0:0) | Литва | SSE Арена, Белфаст Зрителей: 914 |

| Отчёт  | Отчёт                                            | Отчёт | Отчёт                        | Отчёт                                                          |
| ------ | ------------------------------------------------ | --- | ---------------------------- | -------------------------------------------------------------- |
|        |                                                  | |                              |                                                                |
|        | Вилльям-Хенрик Койтмаа — 00:00-47:56 49:09-55:37 | Вратари | 00:00-60:00 — Артур Павлюков | Судья: Милан Зрнич Линейные судьи: Джеймс Кэвэнаг Мариуш Смура |
|        | Голы:                                            | |                              | Судья: Милан Зрнич Линейные судьи: Джеймс Кэвэнаг Мариуш Смура |
|        | 0:1 0:2 0:3                                      | 14:28 — Пиюс Рулевичюс (П. Гинтаутас) 30:18 — Айварас Бенджюс (П. Веренис) 37:56 — Угнюс Кижас (Д. Плискаускас, А. Босас) |                              | Судья: Милан Зрнич Линейные судьи: Джеймс Кэвэнаг Мариуш Смура |
|        |                                                  | |                              | Судья: Милан Зрнич Линейные судьи: Джеймс Кэвэнаг Мариуш Смура |
|        |                                                  | |                              | Судья: Милан Зрнич Линейные судьи: Джеймс Кэвэнаг Мариуш Смура |
|        |                                                  | |                              | Судья: Милан Зрнич Линейные судьи: Джеймс Кэвэнаг Мариуш Смура |
| 16 мин | Штраф                                            | 12 мин |                              | Судья: Милан Зрнич Линейные судьи: Джеймс Кэвэнаг Мариуш Смура |
|        |                                                  | |                              |                                                                |
|        | 13                                               | Броски | 33                           |                                                                |

| 24 апреля 2017 12:30 | Япония | 4 : 2 (2:0, 1:0, 1:2) | Хорватия | SSE Арена, Белфаст Зрителей: 351 |

| Отчёт  | Отчёт | Отчёт  | Отчёт | Отчёт                  |
| ------ | ----- | ------ | ----- | ---------------------- |
|        |       |        |       |                        |
|        |       |        |       | Судья: Джеффри Барсело |
|        |       |        |       |                        |
|        |       |        |       |                        |
|        |       |        |       |                        |
|        |       |        |       |                        |
|        |       |        |       |                        |
| 16 мин | Штраф | 24 мин |       |                        |
|        |       |        |       |                        |
|        | 31    | Броски | 31    |                        |

| 24 апреля 2017 16:00 | Литва | 8 : 0 (2:0, 4:0, 2:0) | Нидерланды | SSE Арена, Белфаст Зрителей: 519 |

| Отчёт | Отчёт | Отчёт  | Отчёт | Отчёт                |
| ----- | ----- | ------ | ----- | -------------------- |
|       |       |        |       |                      |
|       |       |        |       | Судья: Гергей Кинчеш |
|       |       |        |       |                      |
|       |       |        |       |                      |
|       |       |        |       |                      |
|       |       |        |       |                      |
|       |       |        |       |                      |
| 2 мин | Штраф | 10 мин |       |                      |
|       |       |        |       |                      |
|       | 48    | Броски | 25    |                      |

| 24 апреля 2017 19:30 | Великобритания | 5 : 1 (2:0, 0:1, 3:0) | Эстония | SSE Арена, Белфаст Зрителей: 1437 |

| Отчёт  | Отчёт | Отчёт  | Отчёт | Отчёт                   |
| ------ | ----- | ------ | ----- | ----------------------- |
|        |       |        |       |                         |
|        |       |        |       | Судья: Криштиан Николич |
|        |       |        |       |                         |
|        |       |        |       |                         |
|        |       |        |       |                         |
|        |       |        |       |                         |
|        |       |        |       |                         |
| 10 мин | Штраф | 6 мин  |       |                         |
|        |       |        |       |                         |
|        | 43    | Броски | 22    |                         |

| 26 апреля 2017 12:30 | Япония | 6 : 2 (1:0, 3:1, 2:1) | Эстония | SSE Арена, Белфаст Зрителей: 575 |

| Отчёт  | Отчёт | Отчёт  | Отчёт | Отчёт                   |
| ------ | ----- | ------ | ----- | ----------------------- |
|        |       |        |       |                         |
|        |       |        |       | Судья: Криштиан Николич |
|        |       |        |       |                         |
|        |       |        |       |                         |
|        |       |        |       |                         |
|        |       |        |       |                         |
|        |       |        |       |                         |
| 31 мин | Штраф | 33 мин |       |                         |
|        |       |        |       |                         |
|        | 31    | Броски | 30    |                         |

| 26 апреля 2017 16:00 | Нидерланды | 2 : 6 (0:4, 1:1, 1:1) | Хорватия | SSE Арена, Белфаст Зрителей: 703 |

| Отчёт  | Отчёт | Отчёт  | Отчёт | Отчёт              |
| ------ | ----- | ------ | ----- | ------------------ |
|        |       |        |       |                    |
|        |       |        |       | Судья: Милан Зрнич |
|        |       |        |       |                    |
|        |       |        |       |                    |
|        |       |        |       |                    |
|        |       |        |       |                    |
|        |       |        |       |                    |
| 18 мин | Штраф | 8 мин  |       |                    |
|        |       |        |       |                    |
|        | 25    | Броски | 47    |                    |

| 26 апреля 2017 19:30 | Великобритания | 5 : 2 (4:1, 0:0, 1:1) | Литва | SSE Арена, Белфаст Зрителей: 1787 |

| Отчёт  | Отчёт | Отчёт  | Отчёт | Отчёт                  |
| ------ | ----- | ------ | ----- | ---------------------- |
|        |       |        |       |                        |
|        |       |        |       | Судья: Джеффри Барсело |
|        |       |        |       |                        |
|        |       |        |       |                        |
|        |       |        |       |                        |
|        |       |        |       |                        |
|        |       |        |       |                        |
| 14 мин | Штраф | 8 мин  |       |                        |
|        |       |        |       |                        |
|        | 38    | Броски | 30    |                        |

| 28 апреля 2017 12:30 | Литва | 2 : 6 (0:1, 2:2, 0:3) | Япония | SSE Арена, Белфаст Зрителей: 811 |

| Отчёт  | Отчёт | Отчёт  | Отчёт | Отчёт                |
| ------ | ----- | ------ | ----- | -------------------- |
|        |       |        |       |                      |
|        |       |        |       | Судья: Гергей Кинчеш |
|        |       |        |       |                      |
|        |       |        |       |                      |
|        |       |        |       |                      |
|        |       |        |       |                      |
|        |       |        |       |                      |
| 16 мин | Штраф | 8 мин  |       |                      |
|        |       |        |       |                      |
|        | 27    | Броски | 42    |                      |

| 28 апреля 2017 16:00 | Хорватия | 3 : 4 (0:1, 3:2, 0:1) | Эстония | SSE Арена, Белфаст Зрителей: 922 |

| Отчёт | Отчёт | Отчёт  | Отчёт | Отчёт                  |
| ----- | ----- | ------ | ----- | ---------------------- |
|       |       |        |       |                        |
|       |       |        |       | Судья: Джеффри Барсело |
|       |       |        |       |                        |
|       |       |        |       |                        |
|       |       |        |       |                        |
|       |       |        |       |                        |
|       |       |        |       |                        |
| 2 мин | Штраф | 35 мин |       |                        |
|       |       |        |       |                        |
|       | 35    | Броски | 25    |                        |

| 28 апреля 2017 19:30 | Великобритания | 14 : 0 (3:0, 5:0, 6:0) | Нидерланды | SSE Арена, Белфаст Зрителей: 3005 |

| Отчёт | Отчёт | Отчёт  | Отчёт | Отчёт              |
| ----- | ----- | ------ | ----- | ------------------ |
|       |       |        |       |                    |
|       |       |        |       | Судья: Милан Зрнич |
|       |       |        |       |                    |
|       |       |        |       |                    |
|       |       |        |       |                    |
|       |       |        |       |                    |
|       |       |        |       |                    |
| 8 мин | Штраф | 10 мин |       |                    |
|       |       |        |       |                    |
|       | 56    | Броски | 11    |                    |

| 29 апреля 2017 12:30 | Литва | 3 : 1 | Хорватия | SSE Арена, Белфаст Зрителей: 1343 |

| Отчёт | Отчёт | Отчёт  | Отчёт | Отчёт                |
| ----- | ----- | ------ | ----- | -------------------- |
|       |       |        |       |                      |
|       |       |        |       | Судья: Гергей Кинчеш |
|       |       |        |       |                      |
|       |       |        |       |                      |
|       |       |        |       |                      |
|       |       |        |       |                      |
|       |       |        |       |                      |
| 6 мин | Штраф | 10 мин |       |                      |
|       |       |        |       |                      |
|       | 26    | Броски | 26    |                      |

| 29 апреля 2017 16:00 | Эстония | 4 : 3 (1:2, 1:1, 2:0) | Нидерланды | SSE Арена, Белфаст Зрителей: 1608 |

| Отчёт  | Отчёт | Отчёт  | Отчёт | Отчёт                  |
| ------ | ----- | ------ | ----- | ---------------------- |
|        |       |        |       |                        |
|        |       |        |       | Судья: Джеффри Барсело |
|        |       |        |       |                        |
|        |       |        |       |                        |
|        |       |        |       |                        |
|        |       |        |       |                        |
|        |       |        |       |                        |
| 56 мин | Штраф | 62 мин |       |                        |
|        |       |        |       |                        |
|        | 35    | Броски | 24    |                        |

| 29 апреля 2017 19:30 | Япония | 0 : 4 (0:1, 0:3, 0:0) | Великобритания | SSE Арена, Белфаст Зрителей: 4460 |

| Отчёт  | Отчёт | Отчёт  | Отчёт | Отчёт                   |
| ------ | ----- | ------ | ----- | ----------------------- |
|        |       |        |       |                         |
|        |       |        |       | Судья: Криштиан Николич |
|        |       |        |       |                         |
|        |       |        |       |                         |
|        |       |        |       |                         |
|        |       |        |       |                         |
|        |       |        |       |                         |
| 14 мин | Штраф | 6 мин  |       |                         |
|        |       |        |       |                         |
|        | 20    | Броски | 38    |                         |

### Лучшие бомбардиры
| Игрок           | И | Г | П | О | Штр | +/− |
| --------------- | - | - | - | - | --- | --- |
| Роберт Дауд     | 2 | 1 | 3 | 4 | 2   | 4   |
| Эдгар Протченко | 2 | 0 | 4 | 4 | 2   | 7   |
| Айварас Бенджюс | 2 | 2 | 1 | 3 | 0   | 3   |
| Угнюс Чижас     | 2 | 2 | 1 | 3 | 2   | 3   |
| Дэвид Клэрк     | 2 | 2 | 1 | 3 | 2   | 3   |
| Дайсукэ Обара   | 2 | 2 | 1 | 3 | 0   | 4   |
| Пиюс Рулевичюс  | 2 | 2 | 1 | 3 | 2   | 3   |
| Энди Сертич     | 2 | 2 | 1 | 3 | 0   | -4  |

Примечание: И = Количество проведённых игр; Г = Голы; П = Голевые передачи; О = Очки; Штр = Штрафное время; +/− = Плюс-минус
По данным: 

### Лучшие вратари
В списке приведены вратари, сыгравшие не менее 30 % от всего игрового времени их сборной.
| Игроки                | Мин    | Бр | ПШ | КН | %ОБ    | И"0" |
| --------------------- | ------ | -- | -- | -- | ------ | ---- |
| Артур Павлюков        | 107:42 | 30 | 0  |    | 100.00 | 1    |
| Симас Балтрунас       | 12:18  | 8  | 0  |    | 100.00 | 0    |
| Стивен Мерфи          | 60:00  | 22 | 1  |    | 95.45  | 0    |
| Ютака Фукуфудзи       | 120:00 | 52 | 3  |    | 94.23  | 0    |
| Бен Боунс             | 60:00  | 32 | 2  |    | 93.75  | 0    |
| Виллем-Хенрик Койтмаа | 114:24 | 76 | 8  |    | 89.47  | 0    |
| Мате Томленович       | 60:00  | 34 | 4  |    | 88.24  | 0    |
| Вилим Росандиц        | 60:00  | 31 | 4  |    | 87.10  | 0    |
| Фабиан Шотель         | 84:34  | 60 | 9  |    | 85.00  | 0    |
| Сьёрд Идзенга         | 35:26  | 27 | 5  |    | 81.48  | 0    |

Примечание: Мин = Количество сыгранных минут; Бр = Броски; ПШ = Пропущено шайб; КН = Коэффициент надёжности; %ОБ = Процент отражённых бросков; И"0" = «Сухие игры»
По данным: 

### Индивидуальные награды
Лучшие игроки:
- Вратарь:
- Защитник:
- Нападающий:

По данным: 